# Филофей (Константинидис)
Митрополит Филофей (греч. Μητροπολίτης Φιλόθεος Κωνσταντινίδης; 24 декабря 1844, Шишли, Константинополь — 27 ноября 1904, Имврос, Османская империя) — епископ Константинопольской православной церкви, митрополит Имврский и Тенедский (1902—1904).

## Биография
Родился 24 декабря 1844 года в квартале Татавла константинопольского района Шишли.
В 1869 году окончил Халкинскую богословскую школу, в которой на последнем году обучения был рукоположен во диакона и защитил работу «Η Αγγλικανική εκκλησία και η μετά της Ορθοδόξου Ανατολικής Εκκλησίας ένωσις». С 1869 по 1871 год служил проповедником и учителем в районе Татавла, в Константинополе. С 1871 по 1877 год был секретарём патриаршей канцелярии.
12 декабря 1877 года вместе с архимандритами Амвросием (Христидисом) и Филаретом (Вафидисом) баллотировался на замещение должности управляющего Ксантийской митрополией и был избран митрополитом Ксантийским.
13 декабря 1877 года митрополитом Халкидонским Каллиником (Фомаидисом) был рукоположен в сан пресвитера. 17 декабря 1877 года был рукоположен в сан митрополита Ксантийского.
26 августа 1885 года был назначен митрополитом Корченским.
30 апреля 1893 года был назначен управляющим Дидимотихской митрополией.
1 августа 1896 года переведён управляющим Драмской митрополией.
18 мая 1902 года вместе с митрополитом Синадским Евгением (Масторакисом) (3 голоса) и клириком Халкидонской митрополии Фотием (Георгиадисом) (1 голос) баллотировался на замещение должности управляющего Имврской митрополией и 8 голосами избран правящим митрополитом.
Скончался 27 ноября 1904 года.